# Neon Genesis Evangelion: Death & Rebirth
Neon Genesis Evangelion: Death & Rebirth (jap. 新世紀エヴァンゲリオン 劇場版 DEATH & REBIRTH シト新生, Shin seiki Evangerion Gekijō-ban: Death & Rebirth Shito shinsei) ist ein Anime-Film aus dem Jahr 1997. Es ist der erste Film zur Fernsehserie Neon Genesis Evangelion.
Der Film besteht aus zwei Teilen. Beim ersten Teil, Death, handelt es sich um einen 67-minütigen Zusammenschnitt von Szenen aus den ersten 24 Folgen der Fernsehserie mit einigen neu erstellten Szenen. Der zweite Teil, Rebirth, entwickelt die Handlung nach Folge 24 in 27 Minuten weiter, besitzt jedoch ein offenes Ende, da die Produktion beim Kinostart des Films noch nicht abgeschlossen war. Die vollständige Version von Rebirth besitzt eine Länge von 40 Minuten und ist Bestandteil des zweiten Films Neon Genesis Evangelion: The End of Evangelion, der vier Monate nach dem ersten in die Kinos kam.

## Handlung

### Death
Death ist eine Zusammenfassung der Handlung der Fernsehserie, deren Szenen um eine Rahmenhandlung ergänzt wurden und in veränderter Abfolge gezeigt werden. In den neuen Szenen kommen nacheinander die Charaktere Shinji Ikari, Asuka Langley Sōryū, Rei Ayanami und Kaworu Nagisa in die Aula ihrer Schule und stimmen dort verschiedene klassische Musikstücke an. Am Ende spielen alle gemeinsam ein Stück.
Zwischen diesen ergänzenden Szenen wird die eigentliche Handlung gezeigt. Dabei gibt es von der geänderten Abfolge abgesehen nur geringe Unterschiede zur Serie. Einzelne Texteinblendungen kamen hinzu. 
Death endet mit der vorletzten Szene der 24. Folge, in der Shinji Kaworu im Terminaldogma besiegt. Danach folgt ein Abspann.

### Rebirth
Rebirth beginnt nach der 24. Folge und zeigt eine andere Sichtweise auf die im Anschluss stattfindenden Ereignisse.
Shinji steht neben Asukas Krankenbett und versucht sie zu wecken. Dabei entblößt er unbeabsichtigt ihren Oberkörper und masturbiert daraufhin vor ihr. Misato findet heraus, dass der Second Impact absichtlich herbeigeführt wurde und dass SEELE plant, den Third Impact mithilfe der EVA-Serie auszulösen. Kurze Zeit später will SEELE das NERV-Hauptquartier unter seine Kontrolle bringen, indem sie in das MAGI-Computersystem eindringen. Als dieser Angriff jedoch von Dr. Akagi abgewehrt werden kann, beginnen Spezialeinheiten der japanischen Streitkräfte gewaltsam in das NERV-Hauptquartier einzudringen.
Um Asuka dem Zugriff der Eindringlinge zu entziehen, wird sie trotz ihres schlechten Gesundheitszustandes in das Cockpit von EVA-02 gesetzt und mit diesem am Grund des Sees in der Geofront versteckt. Auch die beiden anderen Children sollen in Sicherheit gebracht werden, doch Reis Aufenthaltsort ist unbekannt und Shinji hält sich aus Furcht innerhalb des NERV-Komplexes versteckt. Misato kann ihn im letzten Moment vor der Erschießung durch Mitglieder der feindlichen Spezialeinheit retten und will ihn zu EVA-01 bringen.
Asuka hat im Cockpit von EVA-02 eine Erscheinung ihrer Mutter und gewinnt dadurch ihr Selbstvertrauen zurück. Es gelingt ihr, den Evangelion wieder zu aktivieren, sodass sie gegen die angreifenden Truppen kämpfen kann. Als sie diese praktisch besiegt hat, erscheinen unvermittelt die von SEELE kontrollierten Evangelion-Einheiten der Massenproduktions-Serie.

## Synchronisation
Der Film wurde zusammen mit The End of Evangelion erstmals für eine DVD-Veröffentlichung 2005 von den G&G Studios in Kaarst synchronisiert. Dabei wurde überwiegend auf die Synchronsprecher der TV-Serie Neon Genesis Evangelion zurückgegriffen. Dialogbuch und Dialogregie übernahm Christian Schneider. Netflix ließ 2019 die TV-Serie zusammen mit einer neuen Schnittfassung von Death & Rebirth namens Death (True)² von der postperfect GmbH in Berlin neu synchronisieren, wobei neue Sprecher eingesetzt wurden. Das Dialogbuch stammt hierbei von Lydia Hibbeln, die Dialogregie führte Olaf Mierau.
| Rolle               | Japanischer Sprecher (Seiyū) | Deutscher Sprecher  | Deutscher Sprecher   |
| Rolle               | Japanischer Sprecher (Seiyū) | DVD (2005)          | Netflix (2019)       |
| ------------------- | ---------------------------- | ------------------- | -------------------- |
| Shinji Ikari        | Megumi Ogata                 | Hannes Maurer       | Christian Zeiger     |
| Asuka Langley Soryu | Yuuko Miyamura               | Julia Ziffer        | Johanna Dost         |
| Rei Ayanami         | Megumi Hayashibara           | Marie Bierstedt     | Franziska Lather     |
| Misato Katsuragi    | Kotono Mitsuishi             | Julia Kaufmann      | Anna Amalie Blomeyer |
| Gendō Ikari         | Fumihiko Tachiki             | Erich Räuker        | Urs Remond           |
| Kensuke Aida        | Tetsuya Iwanaga              | Gerrit Schmidt-Foß  | Frederic Böhle       |
| Ritsuko Akagi       | Yuriko Yamaguchi             | Peggy Sander        | Cornelia Waibel      |
| Kōzō Fuyutsuki      | Motomu Kiyokawa              | Volker Wolf         | Sven Riemann         |
| Lorenz Keel         | Mugihito                     | Bernd Kuschmann     | Horst Lampe          |
| Ryōji Kaji          | Kōichi Yamadera              | Stephan Schleberger | Daniel Kröhnert      |
| Makoto Hyuga        | Hiro Yuuki                   | Norman Matt         | Alexander Jaschik    |
| Maya Ibuki          | Miki Nagasawa                | Tanja Schmitz       | Flavia Vinzens       |
| Naoko Akagi         | Mika Doi                     | Kordula Leiße       | Magdalena Helmig     |
| Shigeru Aoba        | Takehito Koyasu              | Fritz Rott          | Henning Nöhren       |
| Yui Ikari           | Megumi Hayashibara           | Corinna Dorenkamp   | Franziska Lather     |
| Tōji Suzuhara       | Tomokazu Seki                | Julien Haggège      |                      |
| Kaworu Nagisa       | Akira Ishida                 | Markus Pfeiffer     |                      |
| Hikari Horaki       | Junko Iwao                   | Ilona Otto          |                      |
| Kaworu Nagisa       | Akira Ishida                 |                     | Jeremias Koschorz    |

## Musik
Während des ersten Teils des Films werden verschiedene klassische Musikstücke angestimmt. Shinji beginnt mit der Suite für Violoncello solo Nr. 1 von Johann Sebastian Bach. Während des Stückes erfolgt die Einblendung der Credits, sodass Shinjis Spiel den Vorspann des Films bildet.
Nach etwa einem Viertel von Death spielt Asuka den Anfang der Partita III für Violine solo von Johann Sebastian Bach. Nachdem Rei den Probenraum betreten hat, übt sie lediglich etwas. Bei Kaworus Ankunft stimmen die Charaktere den Kanon in D von Johann Pachelbel an, der zu den weiteren Szenen überleitet. Während des Abspanns von Death wird von einem Streicherorchester ebenfalls der Kanon in D in einer fünf Minuten langen Fassung gespielt.
Während des Abspanns von Rebirth wird Tamashii no Refrain von Yōko Takahashi gespielt. Für die Hintergrundmusik zeichnet Shirō Sagisu verantwortlich.

## Motivation und Konzeption
Der Film wurde vor allem deshalb produziert, weil das Ende der Fernsehserie viele Fragen offenließ. Zahlreiche Fans empfanden es als unbefriedigend oder enttäuschend und forderten daher ein neues Ende. Regisseur und Drehbuchautor Hideaki Anno wollte ursprünglich keinen weiteren Film produzieren, sondern das Ende der Serie unkommentiert stehen lassen.
Durch die veränderte Zusammenstellung der Szenen beleuchtet Death die Hauptcharaktere neu. Sie werden in dokumentarischem Stil vorgestellt und zueinander in Beziehung gesetzt. Die Streicherprobe von Shinji, Rei, Asuka und Kaworu bildet dabei einen roten Faden, der immer wieder aufgegriffen wird.

## Produktion
Die Idee zur Neuarrangierung der Szenen geht auf Drehbuchautor Akio Satsukawa zurück. Etwa eine halbe Stunde des Materials von Death ist neu produziert worden, der Rest stammt aus den Folgen der Fernsehserie. Die neu gezeichneten Szenen stellen zum Teil Shinji und seine Mitschüler beim Proben dar, andere Szenen zeigen Ereignisse aus der Serie in neuen Bildern. Diese neu erstellten Szenen sollten vor allem die Bildqualität im Vergleich zur Fernsehserie verbessern. Außerdem gibt es einige Szenen, die nur auf Video erschienen sind und nicht im Kino gezeigt wurden. Diese beinhalten Gespräche oder Begegnungen, die die Charaktere und ihre Beziehungen untereinander thematisieren. Die Tonaufnahmen für Death wurden größtenteils von der Fernsehserie übernommen. Lediglich für die neu erstellten Szenen wurden neue Aufnahmen produziert.
Die zweite Hälfte des Films sollte die Handlung abschließen, wurde jedoch im Laufe der Produktion umfangreicher als ursprünglich geplant. Deshalb wurde entschieden, nur den ersten, bereits fertig produzierten Teil zu zeigen und den Rest später in die Kinos zu bringen. Die Hauptverantwortung für Rebirth trug Regisseur Kazuya Tsurumaki; Kazuya Kouse und Yuu Honda übernahmen die künstlerische Leitung.

## Veröffentlichungen
Death & Rebirth startete am 19. März 1997 in den japanischen Kinos. Der Film spielte dort 1,1 Milliarden Yen ein.
Für die Ausstrahlung des Films auf dem japanischen Fernsehsender WOWOW Anfang 1998 wurden die neuen Szenen wieder entfernt. Als Death kombiniert mit The End of Evangelion im Sommer 1998 unter dem Titel Revival of Evangelion erneut in die Kinos kam, fügte man eine für die Handlung wichtige Szene wieder ein und nannte diese Version Death(true)2. Diese Fassung wurde auch für die Video- und DVD-Veröffentlichungen in Japan verwendet.
Manga Entertainment veröffentlichte die Kinofassung von Death & Rebirth 2002 in den USA auf DVD. Diese Version wurde von Panini Video im August 2005 auch in Deutschland veröffentlicht. Die Synchronisation wurde von G&G Tonstudios in Köln durchgeführt. Dabei kamen zum Großteil wieder die Sprecher der Fernsehserie zum Einsatz; die Rollen von Kaji Ryōji und Lorenz Kiel wurden mit Stefan Schleberger bzw. Bernd Kuschmann neu besetzt.
Der Film wurde auch in spanischer Sprache vom Sender Selecta Visión ausgestrahlt und außerdem auf Französisch und Italienisch übersetzt.

## Rezeption
Der Film spielte in den japanischen Kinos 1,1 Milliarden Yen ein. Die deutsche Fachzeitschrift Animania bezeichnet den Film als Bindeglied zwischen der Fernsehserie und dem zweiten Film Neon Genesis Evangelion: The End of Evangelion. Die melancholischen Musikstücke von Bach und Pachelbel würden den nachdenklichen und philosophischen Unterton des Films unterstreichen.